# Église Saint-Amans-le-Vieux de Caylus
L'église Saint-Amans-le-Vieux de Caylus est une église catholique située à Caylus, en France.

## Localisation
L'église est située dans le département français de Tarn-et-Garonne, sur la commune de Caylus.

## Historique
L'édifice est classé au titre des monuments historiques en 1984.
Sous l'impulsion de Roland Hévin, sa restauration fut réalisée entre 1975 et 1980.
L'association qui a réalisé la restauration a vendu pour un euro symbolique l'église à la mairie de Caylus à condition qu'elle n'en fasse pas de bénéfice de vente ni une exploitation pouvant choquer.[réf. nécessaire]